# وادي سكليل
وادي سكليل (بالكاف اليابسة) أحد وديان موريتانيا يمر بمدينة أطار في هضبة آدرار. وبه سد هام.